# Jiří Hudec
Jiří Hudec (ur. 15 sierpnia 1964 w Brnie) – czeski lekkoatleta, płotkarz, trzykrotny medalista halowych mistrzostw Europy, olimpijczyk. Do 1992 reprezentował Czechosłowację i w jej barwach odniósł największe sukcesy.

## Kariera sportowa
Zwyciężył w biegu na 110 metrów przez płotki na mistrzostwach Europy juniorów w 1983 w Schwechat.
Zdobył brązowy medal w biegu na 60 metrów przez płotki na halowych mistrzostwach Europy w 1984 w Göteborgu, przegrywając jedynie z Romualdem Giegielem z Polski i Györgym Bakosem z Węgier. Nie wziął udziału w igrzyskach olimpijskich w 1984 w Los Angeles z powodu ich bojkotu przez Czechosłowację. Wystąpił w zawodach Przyjaźń-84, zorganizowanych w Moskwie dla lekkoatletów z państw bojkotujących igrzyska olimpijskie. Nie ukończył biegu finałowego na 110 metrów przez płotki.
Na halowych mistrzostwach Europy w 1985 w Pireusie wywalczył srebrny medal w biegu na 60 metrów przez płotki, przygrywając tylko z Bakosem, a wyprzedzając Wiaczesława Ustinowa ze Związku Radzieckiego. Nie ukończył finału tej konkurencji na halowych mistrzostwach Europy w 1987 w Liévin. Odpadł w półfinale biegu na 110 metrów przez płotki na mistrzostwach świata w 1987 w Rzymie. Również na igrzyskach olimpijskich w 1988 w Seulu odpadł w półfinale tej konkurencji.
Zajął 4. miejsce w biegu na 60 metrów przez płotki i odpadł w półfinale biegu na 60 metrów na halowych mistrzostwach Europy w 1989 w Hadze. Na halowych mistrzostwach świata w 1989 w Budapeszcie odpadł w półfinale biegu na 60 metrów przez płotki i eliminacjach biegu na 60 metrów. Zajął 5. miejsce w biegu na 60 metrów przez płotki na halowych mistrzostwach Europy w 1990 w Glasgow. Odpadł w półfinale tej konkurencji na halowych mistrzostwach świata w 1991 w Sewilli oraz w półfinale biegu na 110 metrów przez płotki na mistrzostwach świata w 1991 w Tokio.
Zdobył brązowy medal w biegu na 60 metrów przez płotki, za Igorsem Kazanovsem z Łotwy i Tomaszem Nagórką z Polski na halowych mistrzostwach Europy w 1992 w Genui.
Od 1993 startował jako reprezentant Czech. Odpadł w półfinale biegu na 60 metrów przez płotki na halowych mistrzostwach świata w 1993 w Toronto oraz w półfinale biegu na 110 metrów przez płotki na mistrzostwach świata w 1993 w Stuttgarcie. Zajął 6. miejsce w biegu na 60 metrów przez płotki na halowych mistrzostwach Europy w 1994 w Paryżu i odpadł w eliminacjach tej konkurencji na halowych mistrzostwach świata w 1995 w Barcelonie
Był mistrzem Czechosłowacji w biegu na 110 metrów przez płotki w 1984 i 1992 oraz w sztafecie 4 × 100 metrów w 1991, wicemistrzem w biegu na 110 metrów przez płotki w 1987, 1990 i 1991 oraz w sztafecie 4 × 100 metrów w 1990, a także brązowym medalistą w biegu na 100 metrów w 1983 i w sztafecie 4 × 100 metrów w 1984. W hali był mistrzem Czechosłowacji w biegu na 60 metrów przez płotki w 1984, 1985, 1987 i 1989, w biegu na 50 metrów przez płotki w 1990 i w biegu na 60 metrów w 1989, wicemistrzem w biegu na 60 metrów przez płotki w 1982 i 1983 oraz w biegu na 50 metrów przez płotki w 1991 i 1992, a także brązowym medalistą w biegu na 60 metrów w 1982. W mistrzostwach Czech zdobył złoty medal w biegu na 110 metrów przez płotki w 1993 i w sztafecie 4 × 100 metrów w 1994, srebrny medal w sztafecie 4 × 100 metrów w 1993 oraz brązowy medal w biegu na 110 metrów przez płotki w 1994, a w hali złote medale w biegu na 60 metrów przez płotki w 1994 i w biegu na 50 metrów przez płotki w 1995.
1 września 1987 w Rzymie ustanowił rekord Czechosłowacji w biegu na 110 metrów przez płotki czasem 13,48 s, który wyrównał 29 lipca 1989 w Ostrawie.
Rekordy życiowe Hudeca:
- bieg na 110 metrów przez płotki – 13,48 s (1 września 1987, Rzym)
- bieg na 50 metrów przez płotki (hala) – 6,47 s (15 lutego 1992, Praga)
- bieg na 60 metrów przez płotki (hala) – 7,60 s (24 lutego 1989, Karlsruhe)